# Kamil Taylan
Kamil Taylan (* 1950 in der Türkei, in Istanbul) ist ein deutsch-türkischer Fernsehjournalist und Buchautor.

## Wirken in Deutschland
1981 erschienen seine ersten deutschsprachigen Buchpublikationen: Das Jugendbuch Merhaba ... Guten Tag : ein Bericht über eine türkische Familie (zusammen mit Karin König und Hanne Straube), für das er 1982 den Hans-im-Glück-Preis erhielt, und Die Türkei – Republik unter Wölfen (mit Jürgen Roth).
Zusammen mit Georg M. Hafner, der mit Taylan auch Wege des Drogenhandels für das Buch Zum Beispiel Cocain (1988) und diverse Reportagen für das Fernsehen recherchierte, zeichnete der Journalist 1986 in Alexandra: Tod in Frankfurt das Leben einer Drogenabhängigen nach. Die beiden Autoren schrieben, basierend auf ihre Erfahrungen in der Frankfurter Drogenszene, unter dem Pseudonym "HAFTAY" Kriminalromane.
Taylan ist auch Mitverfasser des Jugendbuchs Oya (1988) über die „fremde Heimat Türkei“, das die nachdenklich machende Geschichte eines türkischen Rückkehrerkindes erzählt, welches in der Heimat seiner Eltern nicht heimisch werden kann. Oya wurde häufig als Unterrichtsmittel zum interkulturellen Lernen an deutschen Schulen eingesetzt, erfuhr über ein Dutzend Neuauflagen und wurde auch ins Französische übersetzt.
Taylans Recherche Tödliche Pisten : Skirennen um jeden Preis (1997) untersucht die Todesfälle bei Profiskirennen der letzten Jahre, von der  der Skiweltmeisterin Ulrike Maier beim Skiweltcup am 29. Januar 1994 in Garmisch bis zum Unfalltod von Gernot Reinstadler im Januar 1991. Das Buch basiert auf einer Dokumentation Taylans für die ARD.
In den letzten Jahren drehte Taylan vermehrt Reportagen für das Fernsehen, insbesondere für den Hessischen Rundfunk, die teilweise zur besten Sendezeit in der ARD gezeigt wurden, und veröffentlichte keine Bücher mehr.
So schrieb und filmte Taylan Langreportagen für die preisgekrönten Reportage-Reihe Das Rote Quadrat, etwas über Weesenstein – die Flut und der Untergang eines Dorfes (2002) und erhielt 2002 selbst für eine Reportage innerhalb dieser Reihe (Das rote Quadrat: Die Feuerfalle von Rostock) den deutschen sowie den europäischen Civis-Medienpreis und den Prix Europa als Film des Jahres. Schon 1989 erhielt er für seinen ARD-Film "Hürdenlauf – Der Weg zum deutschen Pass" den Civis-Medienpreis.
Ebenso beachtete Arbeiten waren seine letzten Dokumentarfilme aus der Reihe Der Tag, als...: Der Tag als Jürgen W. Möllemann in den Tod sprang (2007), wiederum mit Georg M. Hafner für den Hessischen Rundfunk, der sich kritisch mit den letzten Tagen des Politikers auseinandersetzt, und Der Tag, an dem Theo van Gogh starb mit Esther Schapira, welcher mit dem Prix Europa ausgezeichnet wurde.
2018 ging er in die Rente. Seitdem lebt er weitgehend im Ausland.

## Auszeichnungen (Auswahl)
- Hans-im-Glück-Preis 1982
- Auswahlliste Jugendliteraturbuchpreis 1982
- Journalistenpreis der Ständigen Innenministerkonferenz der Länder für den Fernsehfilm Tod in Frankfurt 1987
- Ehrendiplom der 32. Internationalen Dokumentarfilmwoche von Leipzig für den Fernsehfilm Coca-In 1989
- Civis-Medienpreis – Deutschland, 1989 für Der Hürdenlauf – Der Weg zum deutschen Pass
- Grimme-Preis für Die lebende Fackel mit der Serie das Rote Quadrat 2001
- Civis-Medienpreis – Deutschland, 2002 für Das Rote Quadrat – Die Feuerfalle von Rostock (ARD, 2002)
- Civis-Medienpreis – Europa, 2002 für Das Rote Quadrat – Die Feuerfalle von Rostock
- Prix Europa für Das Rote Quadrat – Die Feuerfalle von Rostock (ARD, 2002)
- Prix Europa für Der Tag, an dem Theo van Gogh starb (ARD, 2007)
- International Media Award Frankfurt 2008 für Innenstadtrevier (ARD, HR, 2008)
- Regino-Preis für hervorragende Justizberichterstattung für den Fernsehfilm "Das falsche Geständnis des Günter Kaufmann" 2012
- Prix CIRCOM für den besten investigativen Film und Recherche 2015